# 鴻池銀行
鴻池銀行（こうのいけぎんこう）は、日本にかつて存在した銀行。江戸時代の両替商・鴻池家の系譜を引く。三和銀行・UFJ銀行を経て、現在の三菱UFJ銀行の前身の一つである。

## 沿革

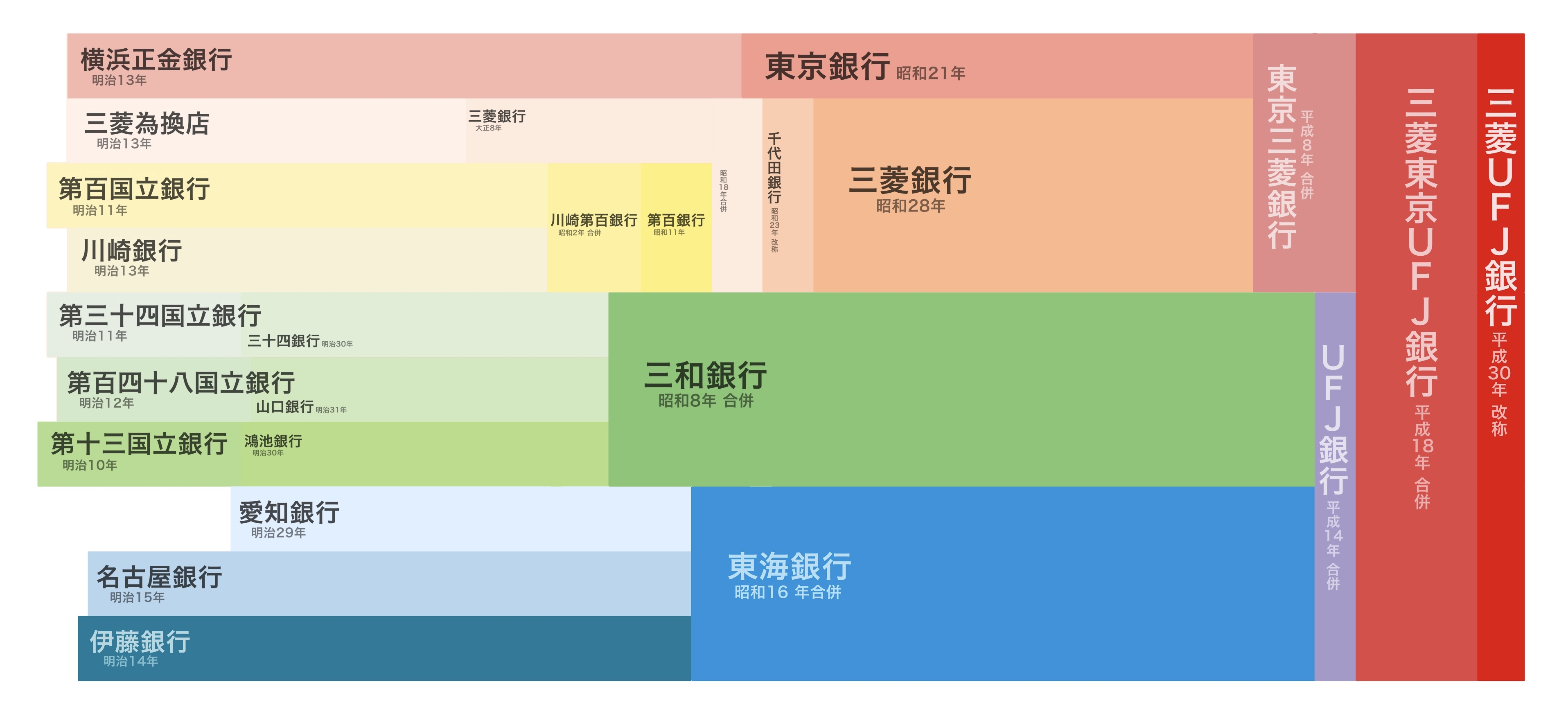
鴻池銀行（元・第十三国立銀行）は、三和銀行・UFJ銀行を経て現・三菱UFJ銀行の前身のひとつになっている。

1656年、初代鴻池善右衛門正成は大坂に両替店を創業（なお、鴻池銀行の後身である後述の三和銀行は、ロゴマークに since 1656 と記していた）。
1877年、第10代善右衛門幸富を頭取として、第十三国立銀行を開業。1897年に普通銀行に転換し、鴻池銀行となった。
1933年、三十四銀行･山口銀行と合併し、三和銀行となった。三和銀行本店は旧鴻池銀行本店（大阪市東区今橋三丁目）に置かれた。1955年、三和銀行本店は大阪商法会議所跡地に新たな本店を建設して移転した。
三和銀行はその後、2002年に東海銀行と合併してUFJ銀行となり、UFJ銀行は2005年に東京三菱銀行と合併して三菱東京UFJ銀行となった。鴻池銀行本店から三和銀行本店の系譜を引き継ぐ営業上の組織は、現在の三菱UFJ銀行 大阪営業部 ということになる。

## 略年表
- 1656年：鴻池善右衛門正成が両替店を開業
- 1877年5月21日：鴻池家、第十三国立銀行開業。頭取は鴻池善右衛門(第十代)
- 1897年：個人経営の普通銀行、鴻池銀行に転換
- 1900年：合名会社に改組
- 1905年：名古屋支店を名古屋銀行へ譲渡[注 1]
- 1919年：株式会社に改組
- 1933年12月9日：三和銀行創立(鴻池･三十四･山口の3行合併)